# Euclides da Cunha
Euclides Rodrigues Pimenta da Cunha (Cantagalo, 20 de gener de 1866 – Rio de Janeiro, 15 d'agost de 1909) va ser un escriptor i periodista brasiler.
Va estudiar a l'Escola Politècnica i en l'Escola Militar de Praia Vermelha, però el seu pas per l'exèrcit fou breu. Va ingressar en el diari A Província de S. Paulo — avui O Estado de S. Paulo — mentre continuava la seva formació acadèmica. El 1897, esdevingué periodista corresponsal de guerra i va cobrir alguns dels principals esdeveniments de la Guerra de Canudos, conflicte a l'interior de Bahia, entre els seguidors d'Antônio Conselheiro i l'Exèrcit Brasiler. Els escrits de la seva experiència a Canudos li van rendir la publicació d'Os Sertões, considerada una obra notable del moviment pre-modernista que, a més de narrar la guerra, relata la vida i societat d'un poble negligit i oblidat per la metròpoli.
Reconegut pel seu treball, va ser elegit per incorporar-se a l'Acadèmia Brasilera de Lletres el 1903. Va viatjar per la regió nord del Brasil en una campanya de demarcació de les seves fronteres, la qual va dirigir. Allà, va escriure obres de denúncia i, al tornar cap a Rio de Janeiro, va treballar en el gabinet del Baró de Rio Branco. El seu casament amb Ana Emília Ribeiro va ser marcat per la infidelitat de la seva esposa, que va tenir dos fills fora del matrimoni, fruits del seu cas extraconjugal amb el militar Dilermando d'Assis. Al saber del cas, Euclides va intentar assassinar l'amant de la seva esposa, tanmateix va ser mort per aquest el 15 d'agost de 1909, en el que va quedar conegut com la "Tragèdia de la Pietat".
La seva obra continua sent rellevant en l'àmbit nacional i és estudiada en el món acadèmic. Ciutats fortament lligades a la seva vida commemoren la Setmana Euclidiana a causa del seu Os Sertões. La seva obra és reconeguda pel seu regionalisme i neologisme, típics del període premodernista i influents en els orígens del modernisme brasiler. En el centenari de la seva mort es va realitzar en la seva ciutat natal una sèrie d'exposicions del Projecte 100 Anys Sense Euclides.

## Biografia

### Infància i joventut
Euclides Rodrigues Pimenta da Cunha va néixer dia 20 de gener de 1866, en la Hisenda Saudade; en un llogarret anomenat Santa Rita del Rio Negro, pertanyent al municipi de Cantagalo de la Província de Rio de Janeiro. Era fill de Manuel Rodrigues da Cunha Pimenta i Eudóxia Alves Moreira da Cunha. Orfe de mare des dels 3 anys, passa a viure en cases de parents en Teresópolis, São Fidélis i Rio de Janeiro. En 1883 ingressa en el Col·legi Aquino, on va ser alumne de Benjamin Constant, que va influenciar molt en la seva formació introduint-lo a la filosofia positivista, de forta presència en el final de l'etapa imperial. En 1885, ingressa en l'Escola Politècnica, i l'any següent, en l'Escola Militar de Praia Vermelha, on novament troba Benjamin Constant com a professor.

### Cadet republicà
Contagiat per l'ardor republicà dels cadets i de Constant, durant una revista a les tropes va llençar la seva espasa als peus del ministre de Guerra Tomás Coelho. El lideratge de l'Escola va intentar atribuir l'acte a la "fatiga per excés d'estudi", però Euclides es va negar a acceptar aquest veredicte i va reiterar les seves conviccions republicanes. Per aquest acte de rebel·lia, va ser jutjat pel Consell de Disciplina i el 1888, es va deslligar de l'Exèrcit. Va participar activament de la propaganda republicana en el diari A Província de S. Paulo.
Proclamada la República, va ser reintegrat a l'Exèrcit rebent promoció. Va ingressar en l'Escola Superior de Guerra i va aconseguir el grau de tinent primer i es va graduar en Matemàtiques, Ciències físiques i naturals. Es va casar amb Ana Emília Ribeiro, filla del comandant Sólon Ribeiro, un dels líders de la proclamació de la República. En 1891, va deixar a Escola de Guerra i va ser designat auxiliar d'ensenyament en l'Escola Militar.

### Estança a Canudos
Durant la fase inicial de la Guerra de Canudos, en 1897, Euclides va escriure dos articles titulats A nossa Vendeia que li van valer una invitació d'O Estado de S. Paulo per presenciar el final del conflicte com a corresponsal de guerra. Cunha considerava, com molts republicans de l'època, que el moviment d'Antônio Conselheiro tenia la pretensió de restaurar la monarquia i que era recolzat per monàrquics residents en el país i en l'exterior.
Euclides torna de Canudos amb un nen orfe de set anys. Feble i malalt, el du a São Paulo, on Euclides el lliura al seu amic, l'educador Gabriel Prestes. El nen és rebatejat Ludgero Prestes i arribaria a ser professor, com el seu pare adoptiu.

### El llibre venjador

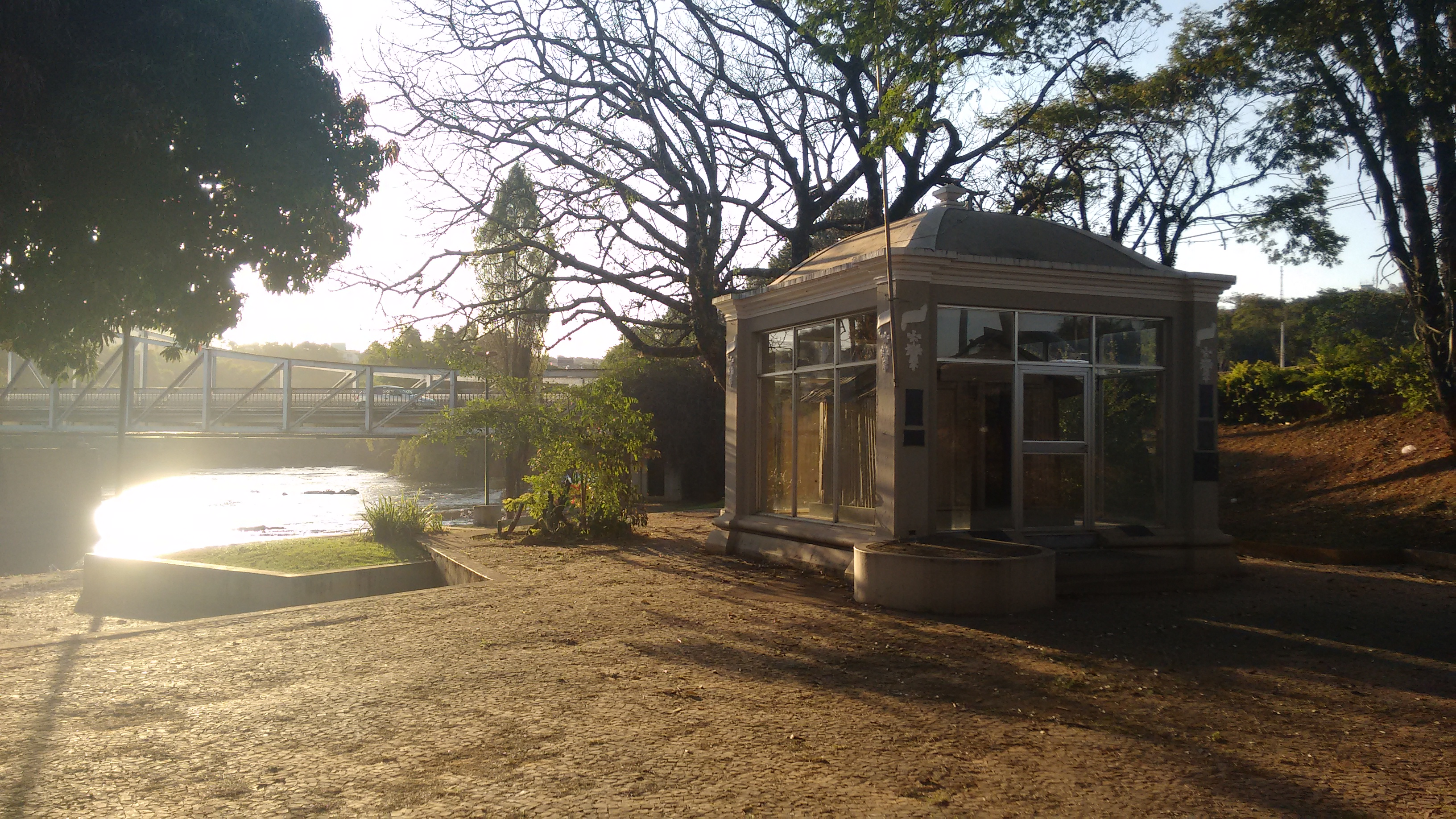
La "Casa de Zinc" a São José de Rio Pardo,

Euclides va deixar Canudos quatre dies abans de la fi de la guerra, no arribant a presenciar el desenllaç. Però va aconseguir reunir material durant cinc anys per elaborar Os Sertões: campanha de Canudos (1902). El llibre va ser escrit «en els rars intervals de descans d'una carrera fatigant», donat que Euclides es trobava a São José do Rio Pardo liderant la construcció d'un pont metàl·lic. En aquest període estableix intensa amistat amb Francisco Escobar, que posteriorment rebria els primers exemplars del llibre i realitzaria algunes revisions d'accentuació i concordança, alteracions adoptades per Euclides da Cunha. El llibre tracta de la campanya de Canudos (1897), en el nord-est de Bahia. En aquesta obra, ell trenca per complet amb les seves idees anteriors i preconcebudes, segons les quals el moviment de Canudos seria una temptativa de restauració de la monarquia. Percep que es tracta d'una societat completament diferent de la litoral. En certa forma, ell descobreix el veritable interior del Brasil, que va demostrar ser molt diferent de la representació que habitualment se'n feia.
Euclides es va fer famós internacionalment amb la publicació d'aquesta obra mestra que li va valer places a l'Acadèmia Brasilera de Lletres i a l'Institut Històric i Geografic Brasiler. Està dividit en tres parts: La terra, L'home i La lluita. En elles Euclides analitza, respectivament, les característiques geològiques, botàniques, zoològiques i hidrogràfiques de la regió, la vida, els costums i la religiositat sertaneja i, finalment, narra els fets ocorreguts en les quatre expedicions enviades per l'exèrcit brasiler amb la missió de desarticular la comunitat dirigida per Antônio Conselheiro.
El text va ser conegut en el cercle literari com el "llibre venjador". Es venja de l'autor, a l'ensenyar-li un Brasil que li havia estat amagat i descobria en les pitjors circumstàncies; i es venja del reaccionari govern de la República Velha, deixant al descobert les seves mancances i deixant, per l'eternitat, la memòria de la massacre de Canudos i la fi de Conselheiro.
El 21 de setembre de 1903 fou acceptat com a nou membre de l'Acadèmia Brasilera de Lletres, succeint Valentim Magalhães com a ocupant de la Cadira núm. 7, i fou rebut formalment el 18 de desembre de 1906 per l'acadèmic Sílvio Romero.

### Periple amazònic
L'agost de 1904, Euclides va ser nomenat cap de la comissió mixta brasilera-peruana de reconeixement de l'Alt Purus, amb l'objectiu de col·laborar en la demarcació de les fronteres entre el Brasil i el Perú. Aquesta experiència va donar com a resultat la seva obra pòstuma À Margem da História, en la qual denunciava l'explotació de que patien els seringueiros (extractors de cautxú). Euclides va marxar de Manaus cap a l'aiguaneix del riu Purus, arribant malalt l'agost de 1905. Continuant amb els estudis de fronteres, va escriure l'assaig Peru versus Bolívia, publicat el 1907. Va escriure, també durant aquest viatge, el text Judas-Ahsverus, considerat un dels textos filosòficament i poèticament més profunds de la seva autoria.

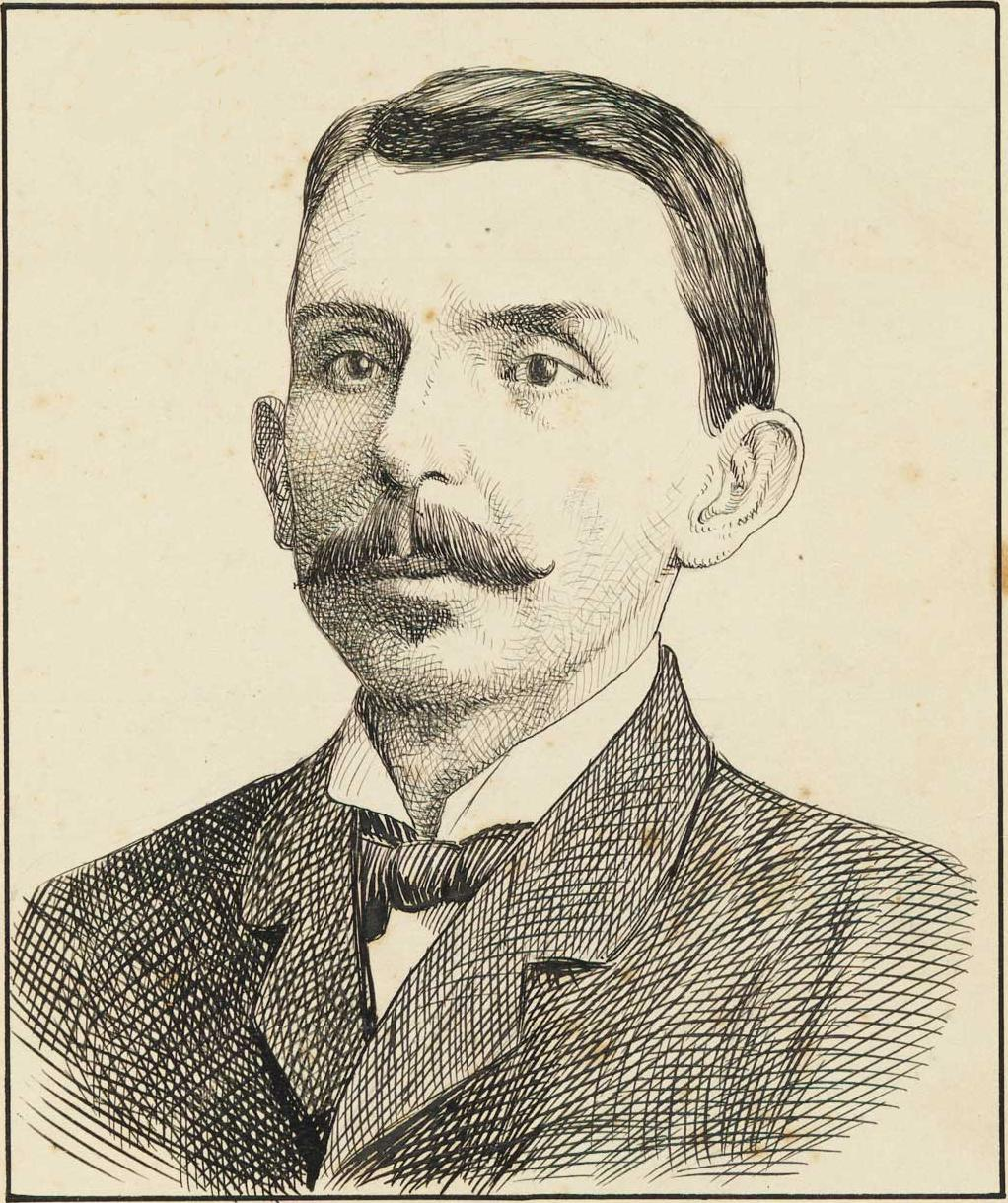
Retrat a ploma per M.J. Garnier, dècada del 1890.

Després de tornar de l'Amazones, Euclides va pronunciar la conferència Castro Alves e seu tempo, va prologar els llibres Inferno verde d'Alberto Rangel i Poemas e canções de Vicente de Carvalho. Amb l'objectiu de portar una vida més estable, cosa que l'havia estat impossible durant la seva carrera com a enginyer, Euclides va sol·licitar una plaça com a professor de Lògica en l'històric Col·legi Pedro II fluminense. Cunha va obtenir la segona posició en el concurs públic, per darrere del filòsof Farias Brito. La llei preveia que el President de la República triés el guanyador de la plaça entre els dos primers candidats. Gràcies a la intercessió dels amics, Euclides va ser l'escollit. Després de la mort d'Euclides, Farias acabaria ocupant la cadira en qüestió.

### Tragédia da Piedade
L'esposa d'Euclides, coneguda com Anna de Assis, es va convertir en l'amant d'un jove cadet 17 anys menor que ella, Dilermando de Assis. Encara casada amb Euclides, va tenir dos fills de Dilermando. Un d'ells va morir quan era un nadó. De l'altre fill, l'escriptor deia que era una "espiga de panís enmig de la plantació de cafè", per ser l'únic ros d'una família de cabells bruns. Pel que sembla, Euclides va acceptar aquest noi com a propi.
Finalment, l'any 1909 Euclides va descobrir la traïció d'Anna, el què va desencadenar una tragèdia, quan Euclides va entrar armat a casa de l'amant, dient que estava preparat per matar o ser assassinat. Dilermando va reaccionar i va matar Euclides, però va ser absolt per la justícia militar. L'episodi encara es debat fins avui. El jove amant es va casar més tard amb l'Anna i el matrimoni va durar 15 anys.
El cos d'Euclides va ser velat a l'ABL. El metge i escriptor Afrânio Peixoto, que va signar el certificat de defunció, ocuparia més tard la seva càtedra a l'Acadèmia.

## Setmanes euclidianes i altres homenatges
Entre 1898 i 1901, Euclides va viure a la ciutat de São José do Rio Pardo, on va treballar en la reconstrucció d'un pont, utilitzant el seu temps lliure per escriure la seva obra mestra Os Sertões. En commemoració d'això, entre el 9 i el 15 d'agost se celebra anualment la Setmana Euclidiana, durant la qual la ciutat s'omple de turistes que desitgen conèixer el bressol d'Os Sertões.
El llibre va ser acabat i publicat quan l'escriptor vivia a São Carlos, on era el cap del Districte d'Obres Públiques entre 1901 i mitjans de 1903. També hi ha una biblioteca municipal que porta el seu nom, la Biblioteca Euclides da Cunha. En el seu honor, aquesta ciutat també celebra una Setmana Euclidiana anual.
La ciutat de Cantagalo, on va néixer Euclides, també manté viva la memòria d'Euclides a través d'actes i un museu dedicat a Euclides i les seves obres. L'any 2009, el centenari de la seva mort, es va celebrar a Cantagalo el "Seminário Internacional 100 anos sem Euclides". L'any següent es va fundar el "Ponto de Cultura Os Sertões do Seu Euclides", que compta amb el "Cineclube da Cunha" i l'"Arquivo de memória Amélia Tomás", braços del Projecte 100 anys sense Euclides.
Per la seva defensa dels valors nacionals, el seu nom va ser inscrit l'any 2018 en el Llibre d'Acer dels herois nacionals, dipositat al Panteó de la Pàtria i de la Llibertat Tancredo Neves de Brasília.

## Llistat d'obres
1884
- CUNHA, Euclides da. Em viagem: folhetim. O Democrata, Rio de Janeiro, 4 abr. 1884.

1887
- A flor do cárcere. Revista da Família Acadêmica, Rio de Janeiro, 1 (1): 10, nov. 1887.

1888
- A Pátria e a Dinastia. A Província de São Paulo, 22 des. 1888.
- Críticos. Revista da Família Acadêmica, Rio de Janeiro, 1(7): 209-213, maig 1888.
- Estâncias. Revista da Família Acadêmica, Rio de Janeiro, 1 (10): 366, oct. 1888.
- Fazendo versos. Revista da Família Acadêmica, Rio de Janeiro, 1(3): 87-88, gen. 1888.
- Heróis de ontem. Revista da Família Acadêmica, Rio de Janeiro, 1(8): 227-8, jun. 1888.
- Stella. Revista da Família Acadêmica, Rio de Janeiro, 1(9): 265, jul. 1888.

1889
- Atos e palavras. A Província de São Paulo, 10-12, 15, 16, 18, 23, 24 gen. 1889.
- Da corte. A Província de São Paulo, maig 1889.
- Homens de hoje. A Província de São Paulo, 22 e 28 juny 1889.

1890
- Divagando. Democracia, Rio de Janeiro, 26 abr. 1890.
- Divagando. Democracia, 24 maig 1890.
- Divagando. Democracia, 2 juny 1890.
- O ex-imperador. Democracia, 3 març 1890.
- Sejamos francos. Democracia, Rio de Janeiro, 18 març 1890.

1892
- Da penumbra. O Estado de S. Paulo, 15, 17 i 19 març 1892.
- Dia a dia. O Estado de S. Paulo, 29 i 31 març 1892.
- Dia a dia. O Estado de S. Paulo, 1-3, 5-8, 10, 13, 17, 20, 24 i 27 abr. 1892.
- Dia a dia. O Estado de S. Paulo, 1, 8, 11, 15, 18 i 22 maig 1892.
- Dia a dia. O Estado de S. Paulo, 5, 12, 22 i 29 juny 1892.
- Dia a dia. O Estado de S. Paulo, 3 i 6 jul. 1892.
- Instituto Politécnico. O Estado de S. Paulo, 24 maig 1892.
- Instituto Politécnico. O Estado de S. Paulo, 1 juny 1892.

1894
- A dinamite. Gazeta de Notícias, Rio de Janeiro, 20 feb. 1894.

1897
- A nossa Vendeia. O Estado de S. Paulo, 14 març 1897 i 17 jul. 1897.
- Anchieta. O Estado de S. Paulo, 9 juny 1897.
- Canudos: diário de uma expedição. O Estado de S. Paulo, 18 i 22-29 ago. 1897.
- Canudos: diário de uma expedição. O Estado de S. Paulo, 1, 3, 9, 12, 14, 21, 26 i 27 set. 1897.
- Canudos: diário de uma expedição. O Estado de S. Paulo, 11-13, 20, 21 i 25 oct. 1897.
- Distribuição dos vegetais no Estado de São Paulo. O Estado de S. Paulo, 4 març 1897.
- Estudos de higiene: crítica ao livro do mesmo título do Doutor Torquato Tapajós. O Estado de S. Paulo, 4, 9 i 14 maig 1897.
- O Argentaurum. O Estado de S. Paulo, 2 jul. 1897.
- O batalhão de São Paulo. O Estado de S. Paulo, 26 oct. 1897.

1898
- O "Brasil mental". O Estado de S. Paulo, 10-12 jul. 1898.
- Excerto de um livro inédito. O Estado de S. Paulo, 19 gen. 1898.
- Fronteira sul do Amazonas. O Estado de S. Paulo, 14 nov. 1898.

1899
- A guerra no sertão [fragmento]. Revista Brasileira, Rio de Janeiro, 19 (92/93): 270-281, ago./set. 1899.

1900
- As secas do Norte. O Estado de S. Paulo, 29, 30 oct. 1900 e 1 nov. 1900.
- O IV Centenário do Brasil. O Rio Pardo, São José do Rio Pardo, 6 maig 1900.

1901
- O Brasil no século XIX. O Estado de S. Paulo, 31 gen. 1901.

1902

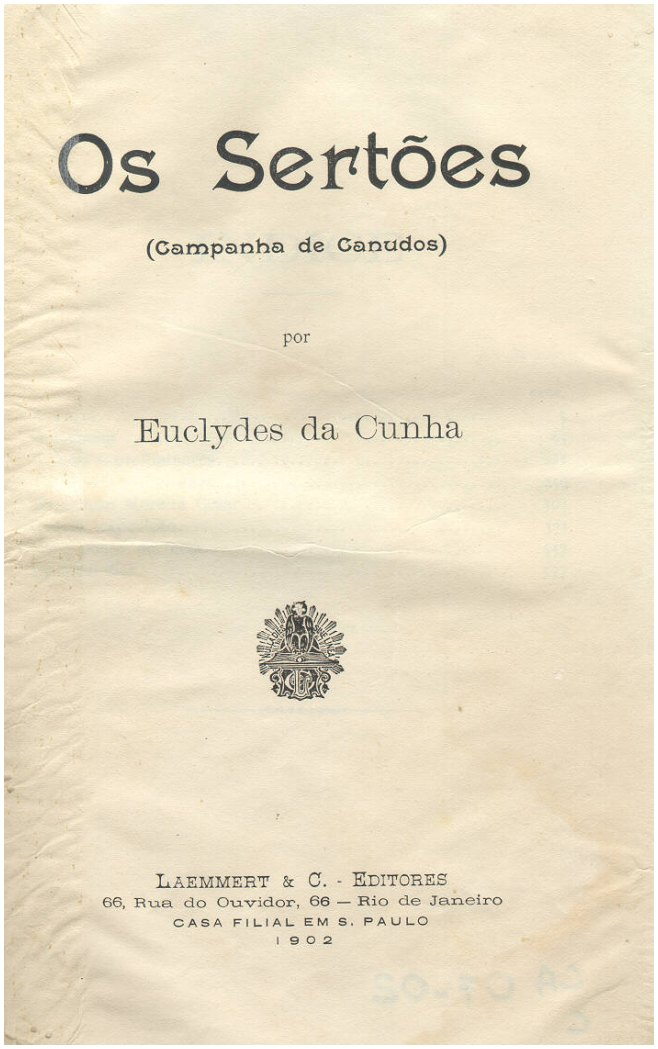
Portada dOs Sertões (1902)

- Os Sertões: campanha de Canudos. Rio de Janeiro: Laemmert, 1902. vii + 632 p. il.
- Ao longo de uma estrada. O Estado de S. Paulo, São Paulo, 18 gen. 1902.
- Olhemos para os sertões. O Estado de S. Paulo, São Paulo, 18 i 19 març 1902.

1903
- Os Sertões: campanha de Canudos. 2. ed. rev. Rio de Janeiro: Laemmert, 1903. vii + 618 p. il.
- Viajando… O Estado de S. Paulo, São Paulo, 8 set. 1903.
- À margem de um livro. O Estado de S. Paulo, São Paulo, 6 i 7 nov. 1903.
- Os batedores da Inconfidência. O Estado de S. Paulo, São Paulo, 21 abr. 1903.
- Posse no Instituto Histórico. Revista do Instituto Histórico e Geográfico Brasileiro, Rio de Janeiro, 66 (2): 288-93, 1903.

1904
- A arcádia da Alemanha. O Estado de S. Paulo, 6 ago. 1904.
- Civilização. O Estado de S. Paulo, 10 jul. 1904.
- Conflito inevitável. O Estado de S. Paulo, 14 maig 1904.
- Contra os caucheiros. O Estado de S. Paulo, 22 maig 1904.
- Entre as ruínas. O Paiz, Rio de Janeiro, 15 ago. 1904.
- Entre o Madeira e o Javari. O Estado de S. Paulo, 29 maig 1904.
- Heróis e bandidos. O Paiz, Rio de Janeiro, 11, juny 1904.
- O marechal de ferro. O Estado de S. Paulo, 29 juny 1904.
- Um velho problema. O Estado de S. Paulo, 1o. maig 1904.
- Uma comédia histórica. O Estado de S. Paulo, 25 juny 1904.
- Vida das estátuas. O Paiz, Rio de Janeiro, 21 jul. 1904.

1905
- Os Sertões: campanha de Canudos. 3. ed. rev. Rio de Janeiro: Laemmert, 1905, vii + 618 p. il.
- Rio abandonado: o Purus. Revista do Instituto Histórico e Geográfico Brasileiro, Rio de Janeiro, 68 (2): 337-89, 1905.
- Os trabalhos da Comissão Brasileira de Reconhecimento do Alto Purus [Entrevista]. Jornal do Commercio, Manaus, 29 oct. 1905.

1906
- Relatório da Comissão Mista Brasileiro-Peruana de Reconhecimento do Alto Purus: 1904-1905. notas do comissariado brasileiro. Rio de Janeiro: Ministério das Relações Exteriores, 1906. 76 p. mapes.
- Da Independência à República. Revista do Instituto Histórico e Geográfico Brasileiro, 69 (2): 7-71, 1906.
- Os nossos "autógrafos". Renascença, Rio de Janeiro, 3 (34): 276, des. 1906.

1907
- Contrastes e confrontos. Pref. José Pereira de Sampaio (Bruno). Porto: Empresa Literária e Tpográfica, 1907. 257 p.
- Contrastes e confrontos. 2. ed. ampliada. Estudo de Araripe Júnior. Porto: Empresa Literária e Tipográfica, 1907. 384 p. il.
- Peru 'versus' Bolívia. Rio de Janeiro: Jornal do Commercio, 1907. 201 p. il.
- Castro Alves e seu tempo. Jornal do Commercio, Rio de Janeiro, 3 des. 1907.
- Entre os seringais. Kosmos, Rio de Janeiro, 3 (1), gen. 1906.
- O valor de um símbolo. O Estado de S. Paulo, 23 des. 1907.

1908
- La cuestión de limites entre Bolívia y el Peru. trad. Eliosoro Vilazón. Buenos Aires: Cia Sud-Americana de Billetes de Banco, 1908.
- Martín Garcia. Buenos Aires: Cori Hermanos, 1908. 113 p.
- Numa volta do passado. Kosmos, Rio de Janeiro, 5 (10), oct. 1908.
- Parecer acerca dos trabalhos do Sr. Fernando A. Gorette. Revista do Instituto Histórico e Geográfico Brasileiro, Rio de Janeiro, 71 (2): 540-543, 1908.
- A última visita. Jornal do Commercio, Rio de Janeiro, 30 set. i 1 oct. 1908.

1909
- Amazônia. Revista Americana, Rio de Janeiro, 1 (2): 178-188, nov. 1909.
- A verdade e o erro: prova escrita do concurso de lógica do Ginásio Nacional [17 maio 1909]. Jornal do Commercio, Rio de Janeiro, 2 juny 1909.
- Um atlas do Brasil: último trabalho do Dr. Euclides da Cunha. Jornal do Commercio, Rio de Janeiro, 29 ago. 1909.

Obres pòstumes
- À margem da história. Porto: Chardron, Lello, 1909. 390 p. il.
- Caderneta de campo. Introd., notas e coment. por Olímpio de Souza Andrade. São Paulo, Cultrix; Brasília, INL, 1975. xxxii, 197 p. il.
- Canudos: diário de uma expedição. Introd. de Gilberto Freyre. Rio de Janeiro: José Olympio, 1939. xxv, 186 p. il.
- Ondas. Col·lecció de poesies escrites por Euclides da Cunha el 1883, publicades el 1966, a l'"Obra Completa de Euclides da Cunha", per l'Editora Aguilar, i en volum autònom el 2005, per la Editora Martin Claret, amb prefaci de Márcio José Lauria.

## Adaptacions
Pel·lícules, documentals i sèries
- DESEJO. Dirigida per Wolf Maya (direcció general) i Denise Saraceni; Euclides da Cunha interpretat per Tarcísio Meira. Rio de Janeiro: Som Livre, 2005. Color. 1 DVD. Minisèrie en 17 capítols (657 min.);
- EPOPÉIA EUCLYDEACREANA. Dirigida per Rodrigo Neves, produïda per Charlene Lima, narrada per Caros Vereza, fotografia de Celso Kava. São Paulo: Cultura Marcas, 2006. Color. 1 DVD;[27]
- OS SERTÕES. Dirigida per Cristina Fonseca. São Paulo: TV Cultura de São Paulo, 1995. Color. 1 pel·lícula (67 min.) (Sèrie Lectures del Brasil);
- EUCLIDES DA CUNHA. Dirigida per Humberto Mauro. 1944. B i N (14 min.);
- GUERRA DE CANUDOS. Dirigit per Sérgio Rezende. 1 DVD (170 min.);
- DEUS E O DIABO NA TERRA DO SOL. Dirigida per Glauber Rocha, Walter Lima Júnior. Rio de Janeiro: Copacabana Films, 1964. B i N 1 cinta VHS (125 min.);
- LA MATANCIA. Direcció i guió de Jorge Furtado. 1994. Color. 1 pel·lícula (16 min.);
- OS SERTÕES: any 100. Dirigida per Tamis Parron. São Paulo: SPVD; CCS; USP, 2002. Color. VHS (28 min.).

Ópera
- LE SERTON : Gran òpera brasilera en 4 actes a L'Epopée de Canudos. Poema i música Fernand Joutex. Belo Horizonte, Premsa Oficial de Belo Horizonte, 1953. 59 p. .

Peça teatral
- OS SERTÕES. Dirigida per José Celso Martinez Corrêa. São Paulo, Teatro Oficina, 2002-07.

### Llibres basats enOs Sertões
- A BRAZILIAN MYSTIC. RB Cunninghame Graham. Londres, 1919;
- LE MAGE DU SERTÃO. Lucien Marchal. París: Librairie Plon, 1952. Traduït a l'anglès amb el títol The Sage of Canudos;
- ÍTÉLET CANUDOSBAN. Sándor Márai, 1968. Traduït al portuguès amb el títol Verdicto em Canudos. São Paulo, Companhia das Letras, 2002;
- LA GUERRA DEL FIN DEL MUNDO. Mario Vargas Llosa, 1981.